# Каракаш (река)
Каракаш (кит. 黑玉河, хэйюйхэ; Пиньинь: Hēiyù hé; уйг. قاراقاش‎), река в Синьцзян-Уйгурском автономном районе в КНР, которая частично протекает в спорном регионе пустыни Аксайчин.
Река начинается около Сумде на северном склоне Каракорум в Аксайчине, которая исторически принадлежала Кашмиру. Она течёт на север до Сумнала (4737 м), потом резко поворачивает на северо-восток (огибая равнину Сода в Аксайчине) до Палон Карпо, затем — на северо-запад, втекая в Синьцзян. Течёт мимо городов Сумгал, Фоташ, Гулбашем, и достигает Хайдулла.
Рядом с Хайдулла река сворачивает на северо-восток, и спускаясь с Али Назар пересекает Куньлунь около Сугета или Санджу (перевал), проходит к востоку от Хотана, параллельно с Юрункаш, в которую вливается около Кокслакса (ок 200 км севернее Хотана, и с этого места носит название Хотан (река) проходит Пиканлик, и иногда (по сезону) течёт через пустыню до слияния с Таримом.
Река прославилась благодаря белой и зеленоватой яшме (Нефриту) которую добывают из реки Хотанцы, и около Юрункаша (или 'Белая Яшма'). Яшма появилась в реке из-за размывания нефритовых залежей у Гулбашена, в юго-западной Сяньцзании.
Вдоль реки шёл караванный путь север-юг, через перевал Читайдаван, между Яркендией (Китай) и Лехом — столицей Ладакха.